# Welbsleben
Welbsleben is een plaats en voormalige gemeente in de Landkreis Mansfeld-Südharz in Saksen-Anhalt in Duitsland. Welbsleben ligt aan de Uerdinger Linie, in het traditionele gebied van het Hoogduits. Welbsleben telt 743 inwoners.